# Crônicas de Wei
A Crônica de Wei foi escrita entre 280 e 297, por Wei Zhi através dos relatos enviados por emissários chineses que visitaram o Japão, a região de Kyushu, ao sul de Kyoto entre 239 e 248.
A Crônica de Wei é crítica aos japoneses. O autor não estava impressionado com a aparência física dos japoneses. Ele chama o Japão de "a terra de Wa", usando um caractere chinês que significa "anão". Wei Zhi menospreza os japoneses chamando-os de "bárbaros do Leste"..
A desunião política do Japão antigo é evidente na Crônica Wei. O Japão é descrito como uma terra dividida em pequenos estados um em guerra com o outro. Caracterizam o povo japonês como reservado e obcecado com formalidades. Eles bebem em excesso e são desconfiados .
A Crônica de Wei também menciona Himiko de Yamatai, a " Filha Sol ", a governante mais poderoso da região que tinha conseguido unificar trinta tribos em meados do século III. Embora o Japão tenha acabado desenvolvendo um sistema patriarcal, havia muitas mulheres governantes no Japão antigo. Himiko era, provavelmente, uma Xamã de um culto de fertilidade no Japão ocidental.